# Lothar von Metternich
Lothar Johann Reinhard von Metternich (23 de agosto de 1551 - 17 de setembro de 1623) foi arcebispo do Eleitorado de Tréveris de 1599 a 1623.
O principal objetivo de Metternich como arcebispo era melhorar as finanças do arcebispado de Tréveris e introduziu uma série de novos impostos. Em 1609, ingressou na Liga Católica, o que resultou em novas despesas para o Arcebispado.
Após uma longa doença, von Metternich morreu em 17 de setembro de 1623 em Koblenz e está enterrado na Catedral de Trier.